# Schafbrücke (Halle)
Die Schafbrücke bei Ammendorf/Beesen im Süden der Stadt Halle (Saale) überspannt die Weiße Elster und verbindet das Stadtgebiet mit der Elster-Saale-Aue. Es handelt sich um eine Bogenbrücke, deren Tragkonstruktion aus vier Bögen besteht. Ihren Namen verdankt sie dem Besitzer der ehemals in der Nähe befindlichen Ziegelei, Albert Schaaf. Das zweite „a“ ging im Verlauf der Zeit verloren.
Das einst auch Zollbrücke genannte Bauwerk auf der Heerstraße von Magdeburg nach Merseburg wurde 1733 als Ersatz für einen hölzernen Vorgängerbau aus Sandstein errichtet.
1945 wurde die Brücke beim Anrücken amerikanischer Truppen gesprengt und 1946 wieder aufgebaut.
Mit der Errichtung der Brücke verbindet sich folgende Sage:

„Während des Baus stürzte das am Tage Errichtete in der Nacht wieder ein. Erst als ein Kind geopfert wurde – es soll eingemauert worden sein – konnte die Brücke fertiggestellt werden. Die Mutter fand über ihre grausige Tat über ihren Tod hinaus keine Ruhe.“